# ویلیام هلمز
ویلیام هُلمز (انگلیسی: William Holmes; ۲۳ فوریهٔ ۱۹۰۴ – ۲ آوریل ۱۹۷۸) تدوین‌گر اهل ایالات متحده آمریکا بود.

## جوایز
وی در چهاردهمین دوره جوایز اسکار، بابت تدوینِ فیلم گروهبان یورک (۱۹۴۱)، برندهٔ جایزه اسکار بهترین تدوین شد.

## بخشی از فیلم‌شناسی
از آثار او می‌توان به تدوین فیلم‌های گروهبان یورک (۱۹۴۱)، هوانورد (۱۹۲۹)، پیاده‌روی لاس‌زنی (۱۹۳۴)، زنی با موهای شرابی بلوند (۱۹۴۱)، فراری از گروه مجرمان (۱۹۳۲)، قیمت خرید (۱۹۳۲) و پیروزی سیاه (۱۹۳۹) اشاره کرد.